# Усора (община)
Община Усора (босн. и хорв. Opština Usora, серб. Општина Усора) — боснийская община, расположенная в Зеницко-Добойском кантоне Федерации Боснии и Герцеговины. Административным центром является Оманьска.

## Население
По предварительным данным переписи в конце 2013 года население общины составляло 7 568 человек. В состав общины входят 7 населённых пунктов.